# Zibotentan
Zibotentan (INN) (tên mã trước đó là ZD4054) là một ứng cử viên chống ung thư do AstraZeneca phát triển. Nó là một chất đối kháng thụ thể endothelin.
Zibotentan được FDA cấp giấy phép theo dõi tình trạng ung thư tuyến tiền liệt nhanh chóng.
Nó đã thất bại trong một thử nghiệm lâm sàng giai đoạn III đối với ung thư tuyến tiền liệt  nhưng các thử nghiệm khác đã được lên kế hoạch. Khả năng dung nạp của zibotentan cộng với docetaxel đã được đánh giá.
Zibotentan cũng đã được nghiên cứu trong các thử nghiệm lâm sàng để điều trị ung thư vú, ung thư đại trực tràng, ung thư phổi không phải tế bào nhỏ, ung thư buồng trứng, bệnh thận do xơ cứng bì, di căn xương và suy tim.